# Andrew Gelman

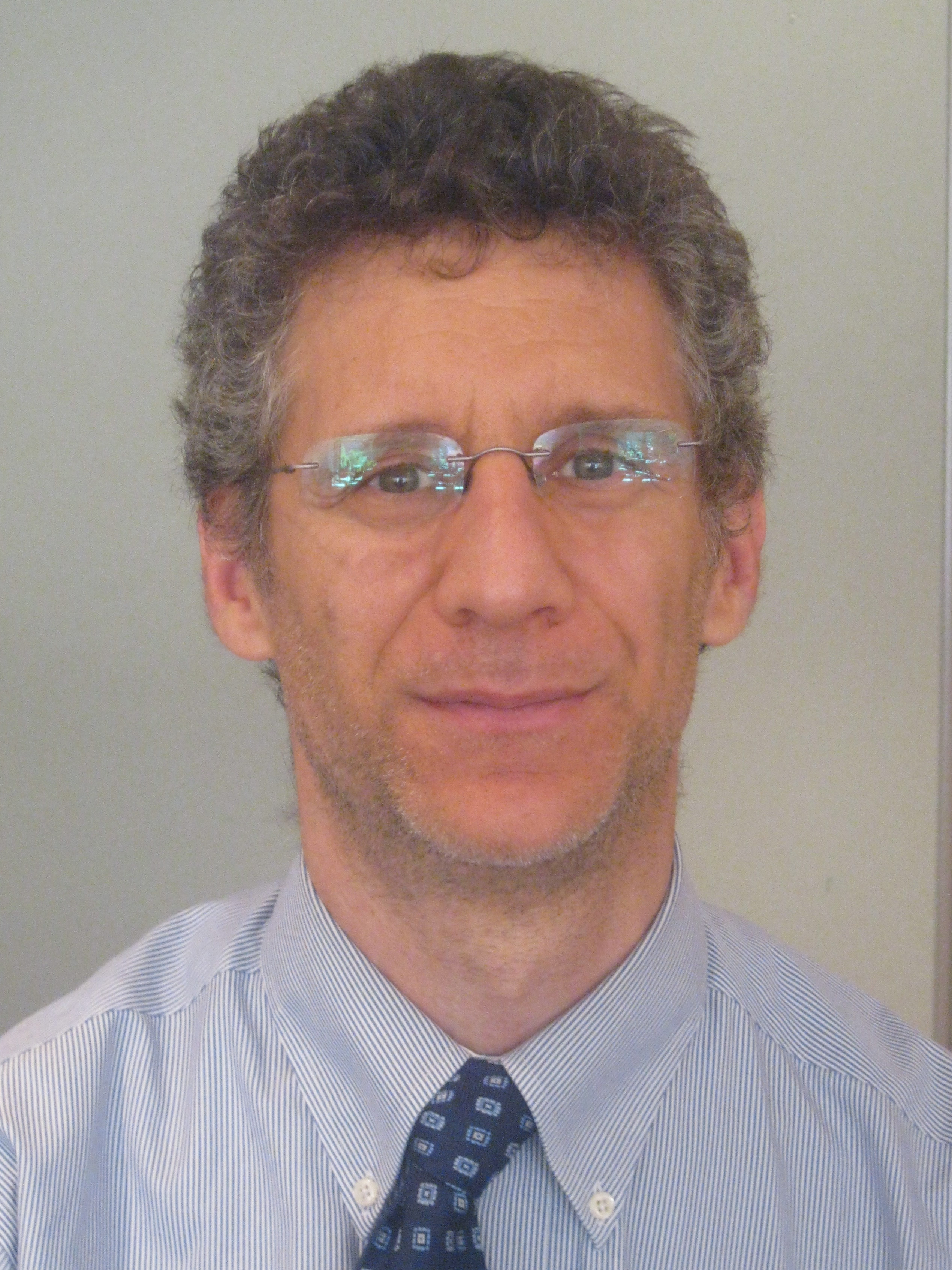
Andrew Gelman em 2012

Andrew Gelman (nascido em 11 de fevereiro de 1965) é um estatístico americano, professor de estatística e ciência política na Universidade Columbia. Graduou-se em matemática e física pelo MIT, onde recebeu a bolsa National Merit Scholar em 1986. Ele então obteve um Ph.D. em estatística pela Universidade Harvard em 1990 sob a supervisão de Donald Rubin.
Ele recebeu o prêmio Outstanding Statistical Application da American Statistical Association três vezes. Ele é membro eleito da American Statistical Association e do Institute of Mathematical Statistics. Ele foi eleito membro da Academia Americana de Artes e Ciências (AAAS) em 2020.

## Vida pessoal
Gelman foi participante do Estudo da Juventude Matematicamente Precoce.

## Obra
Gelman é atualmente professor de ciência política e estatística na Universidade Columbia. Gelman é um dos principais contribuintes para a filosofia e métodos estatísticos, especialmente em estatística Bayesiana e modelos hierárquicos.
Ele liderou o desenvolvimento da estrutura de programação estatística Stan.

## Na imprensa popular

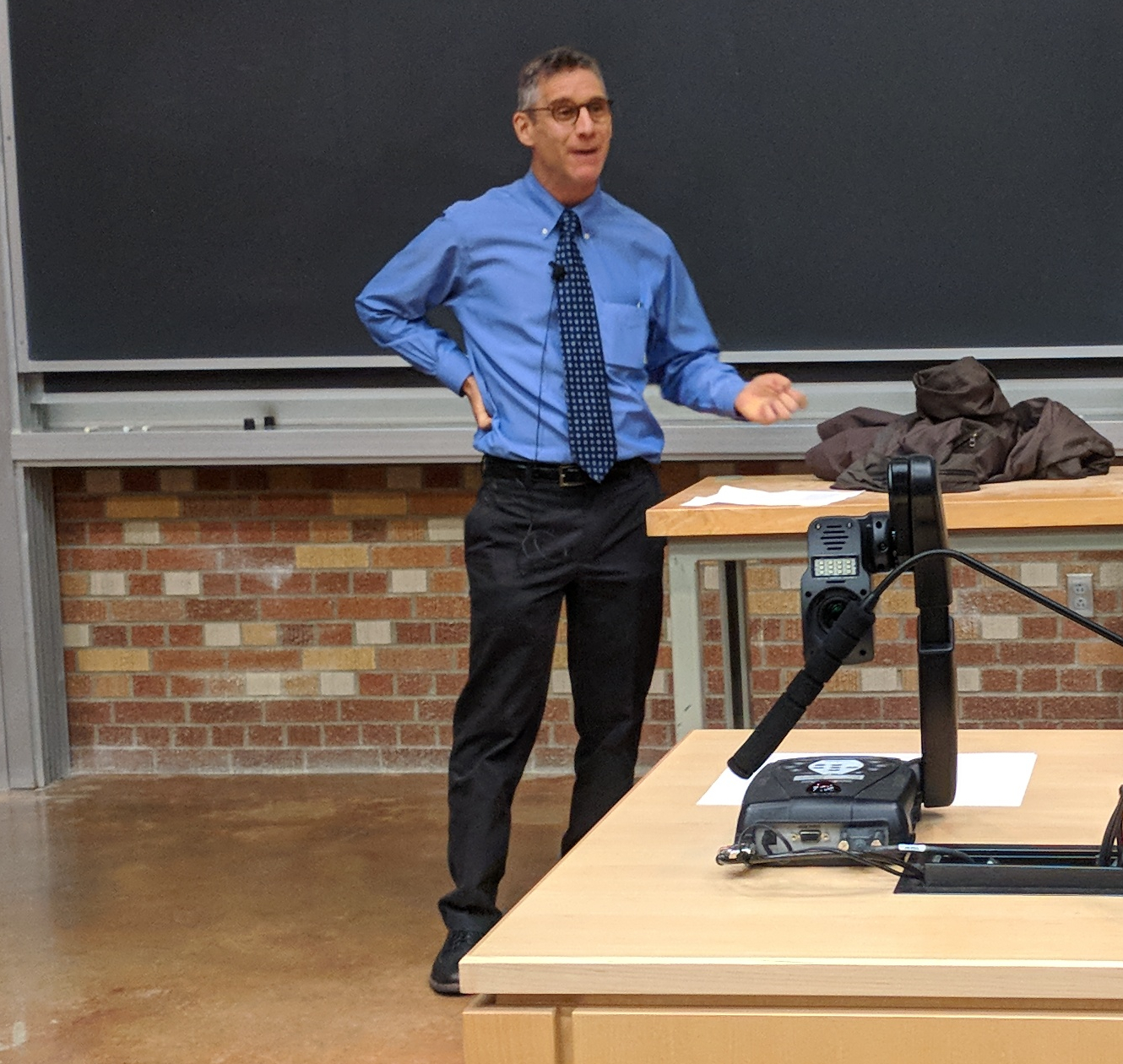
Andrew Gelman discursando na Universidade de Washington.

Gelman é notável por seus esforços para tornar a ciência política e as estatísticas mais acessíveis aos jornalistas e ao público. Ele foi um dos principais autores de "The Monkey Cage", um blog publicado pelo The Washington Post. O blog é dedicado a fornecer comentários informados sobre política e tornar a ciência política mais acessível.
Gelman também mantém seu próprio blog que trata de práticas estatísticas nas ciências sociais. Ele frequentemente escreve sobre estatísticas Bayesianas, exibindo dados e tendências interessantes nas ciências sociais. Segundo o New York Times, no blog “ele publica seus pensamentos sobre as melhores práticas estatísticas nas ciências, com ênfase frequente no que ele vê como absurdo e não científico... Ele é respeitado o suficiente para que seus posts sejam bem lidos; ele é ácido o suficiente para que muitas de suas críticas sejam apreciadas com um forte senso de schadenfreude."
Gelman é um crítico proeminente do trabalho metodológico ruim e identifica tal trabalho como contribuindo para a crise de replicação.